# Nadège Dubospertus

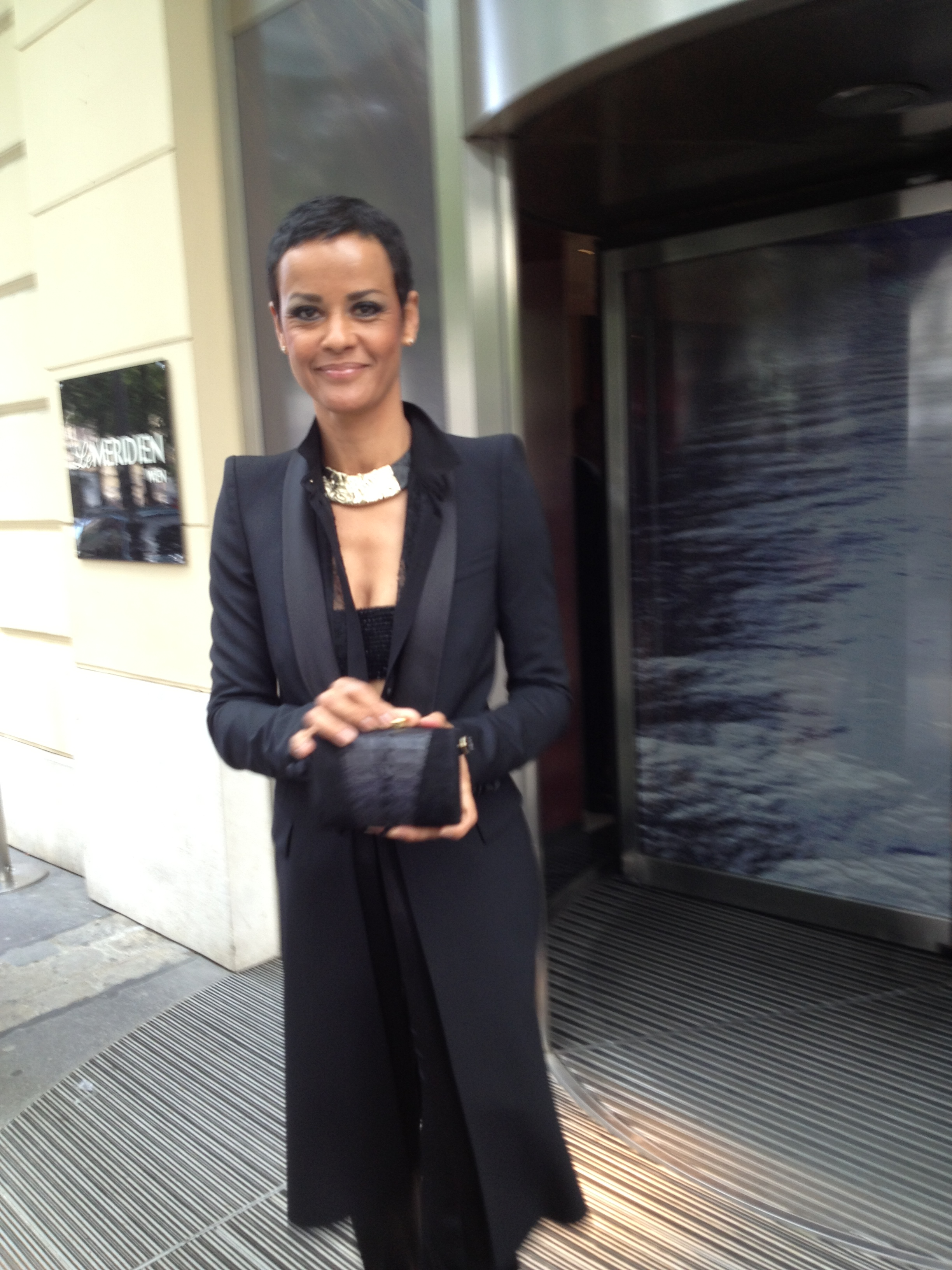
Nadège beim Life Ball Wien (2013)

Nadège Dubospertus, auch Nadège Du Bospertus (* 16. März 1968 in Montfermeil) ist ein französisches Model.
Entdeckt wurde Nadège durch den Fotografen Barbro Anderson, der sie für das französische Magazin 20 Ans porträtierte. Der Wendepunkt ihrer Karriere trat ein, als Herb Ritts sie für die Werbung einer internationalen Kampagne eines bekannten Haarpflegemittelproduzenten wählte. Sie erschien in kurzer Zeit auf den Titelseiten internationaler Modezeitschriften, darunter Marie Claire, Madame, Elle, Joy und Vogue und arbeitete nun mit Fotografen wie Patrick Demarchelier, Arthur Elgort, Michel Comte, Albert Watson, Steven Meisel, Gilles Bensimon und Bruce Weber zusammen.

## Karriere

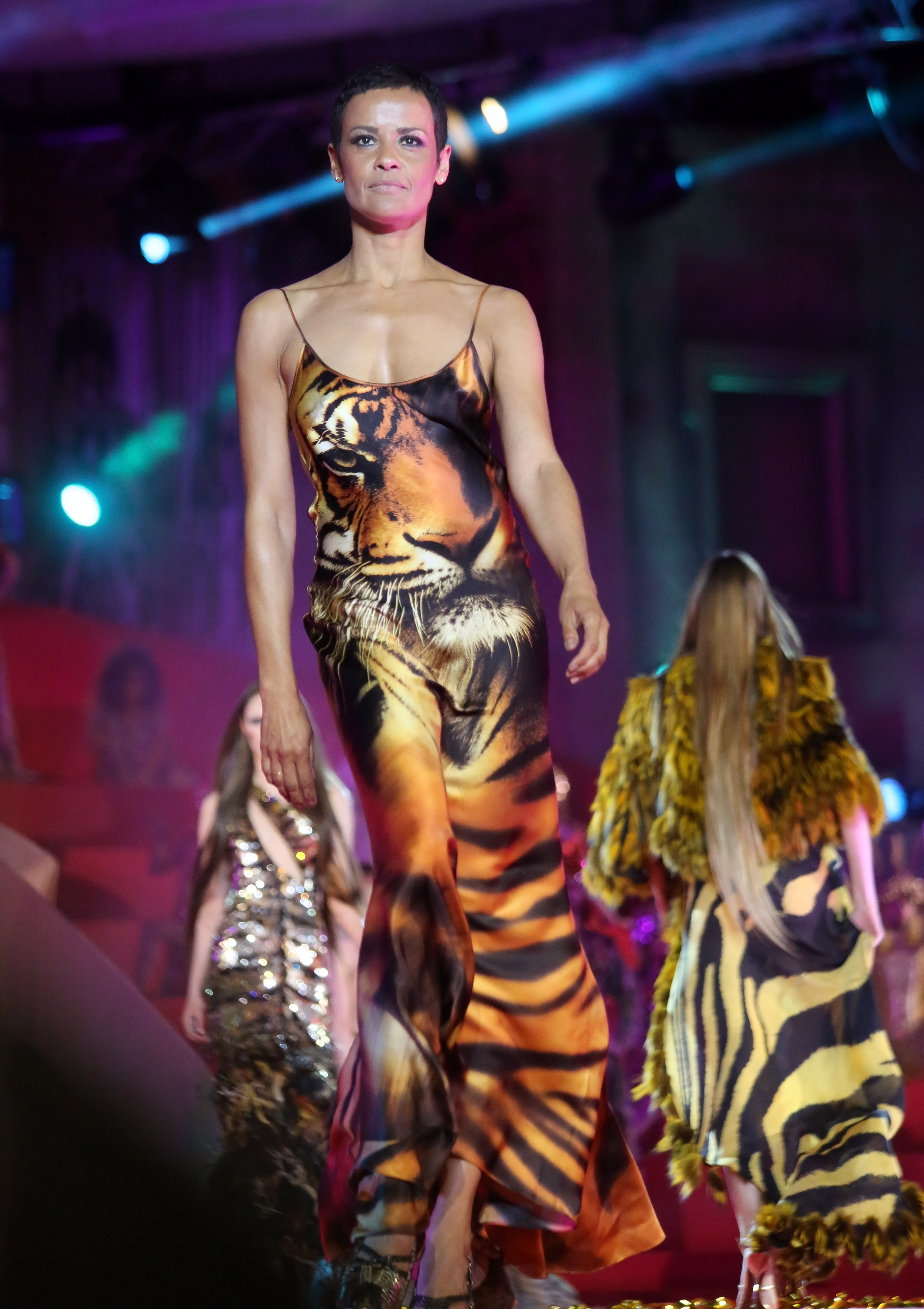
Nadège du Bospertus (Cavalli fashion show beim Life Ball 2013)

Sie wurde in Modestrecken und Werbekampagnen für Designer wie Giorgio Armani, Ralph Lauren, Chanel, Marco Coretti, Escada, Fendi, Kenzo, Missoni, Sportmax, Strenesse, Emanuel Ungaro, Versace und Versus dargestellt.
Auf dem Catwalk ging sie für Designer wie Karl Lagerfeld, Oscar de la Renta, Christian Dior, Valentino, Marco Coretti, Versace, Dolce & Gabbana, Chanel, Carolina Herrera, Giorgio Armani, Oscar de la Renta, Krizia, Laura Biagiotti, Les Copains, Claude Montana und Roberto Cavalli.
Im Jahr 1995 war sie Co-Gastgeber der TV-Serie Déjà Dimanche, die jeden Sonntag im französischen Fernsehen ausgestrahlt wurde.
1999 präsentierte Mercedes-Benz sie in der europäischen Fernsehwerbung für den Smart.
Im April 2002 kehrte sie zum 25-jährigen Jubiläum von Gianfranco Ferré auf den Laufsteg zurück. In dieser Saison wurde sie auch in der Werbekampagne für die italienische Modemarke Cashmere House von Michelangelo Di Battista fotografiert.
Im Jahr 2007 wurde sie zum Jury-Mitglied bei Italia’s Next Top Model und galt als anspruchsvollste Jurorin. Sie blieb für drei Staffeln und wurde schließlich durch das Ex-Model Antonia Dell’Atte ersetzt.
Im Frühjahr 2009 lief sie für Etro und wurde in einer Reihe von Bildern von Bob Krieger fotografiert, die während der Eröffnungsveranstaltung auf einer Schmuckmesse ausgestellt wurden.
Sie war das Gesicht für eine Enzo-Fusco-Werbekampagne, die von Settimio Benedusi fotografiert wurde.

## Agenturen
- D Management Group Milano[1]
- Mega Model Agency – Hamburg[2]
- Storm Model Agency Londra
- Premier Model Management
- Milk Model Management London[3]